# Liva Weel
Liva Weel (liːvæˈveːl), född Olivia Olsen 31 december 1897 i Köpenhamn, död där 22 maj 1952, var en dansk skådespelare och sångare.
Liva Weel scendebuterade som 19-åring vid Odder Sommerteater där hon var sångare i revynumren. Hon kom till Det Kongelige Teater 1930 där hon spelade en gästroll som Pernille i Holbergs Den stundesløse. Några av Liva Weels mest kända visor och kupletter är "Han har min Sympati" – 1924, "La Garçonne" – 1925, "Een er for lille og een er for stor" – 1928, "Glemmer du" – 1932, Gaa med i Lunden – 1932, "Sig de Ord, du ved" (en dansk version av Parlez-moi d'amour) – 1932, "Man binder os paa Mund og Haand" – 1940 och "I dit korte Liv" – 1941. Den sistnämnda, med text av Poul Henningsen och musik av Kai Normann Andersen, ingår liksom flera andra av de sånger hon brukade sjunga i Danmarks kulturkanon. Flera nyinspelningar har gjorts av den, bl.a. med Kim Larsen och Mikael Neumann.
År 1928 mötte Liva Poul Henningsen, som bland annat var revyförfattare, på en fest hos teaterdirektören Frede Skaarup i dennes villa Casa d'Antino på  Frederiksberg. Mötet kom att få avgörande betydelse för hennes fortsatta karriär. Hon blev Poul Henningsens favoritsångerska och framförde sedan under en lång följd av år hans texter på revyscenen, med början i Paa Ho'det på Nørrebros Teater 1929.
I Sverige förblev hon emellertid föga känd. Hon gästspelade dock en gång i början av 1940-talet hos Karl Gerhard i Göteborg. 
År 1992 producerade DR-TV en biografisk-musikalisk fantasi över Liva Weels liv och karriär med Ulla Henningsen i huvudrollen, och musiken finns utgiven på CD av Pladecompagniet/Danmarks Radio. 

## Filmografi i urval
- 1923 – Livets Karneval
- 1932 – Odds 777
- 1933 – De blaa Drenge
- 1937 – Cocktail
- 1937 – Frøken Møllers Jubilæum
- 1938 – Under Byens Tage (svensk titel: Konstnärsblod)
- 1942 – Ta' Briller paa